# Гражданская инициатива

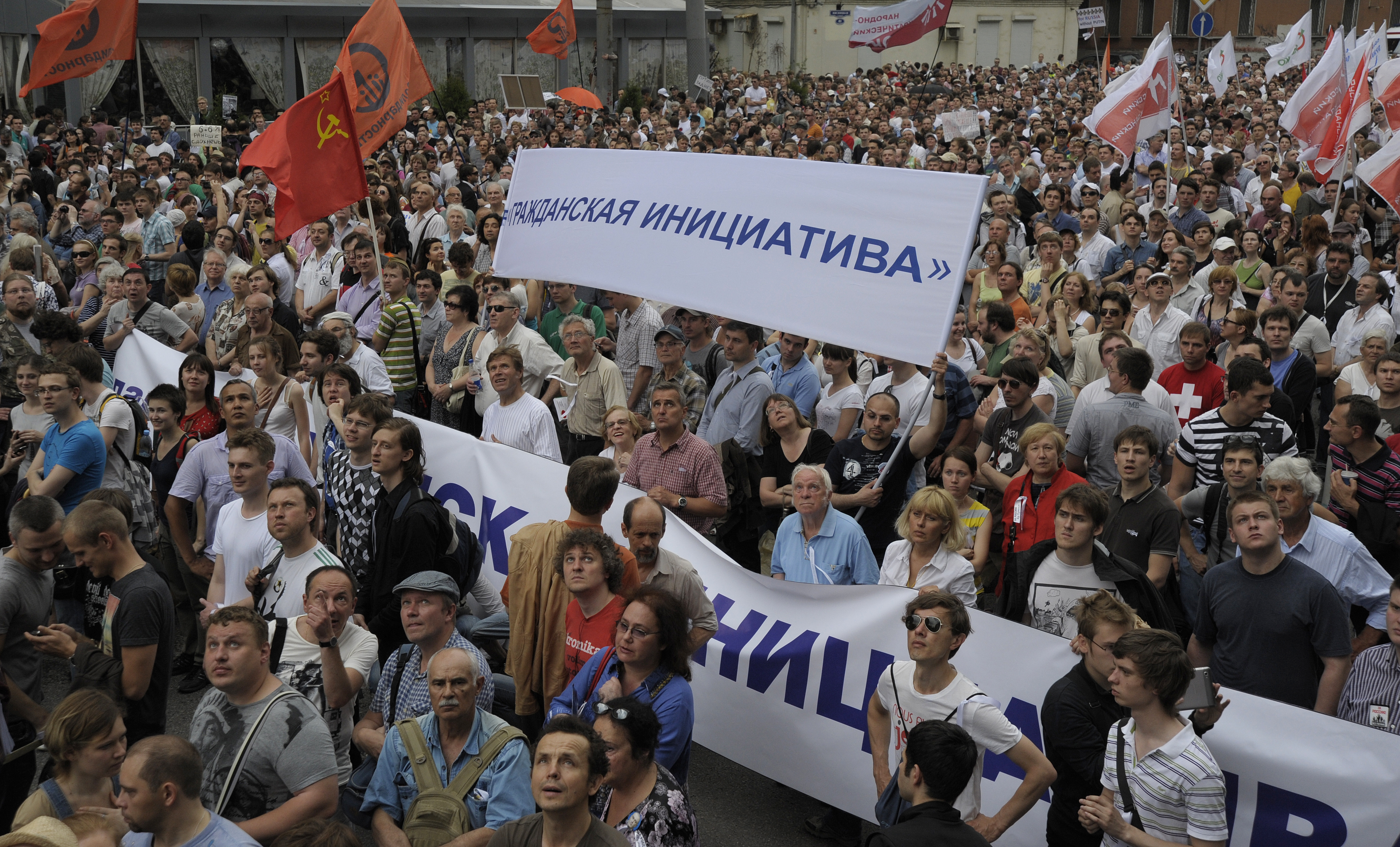
Партия «Гражданская инициатива» на «Марше миллионов» 12 июня 2012 года

Всероссийская политическая партия «Гражданская инициатива» — российская правоцентристская политическая партия. Основатель партии — член правительства Ельцина — Гайдара, экс-министр экономики Андрей Нечаев.

## История
Алексей Кудрин, участвовавший в протестных акциях 2011—2013 годов и желавший занять роль посредника между оппозицией и властью, создал в апреле 2012 года «Комитет гражданских инициатив», название для которого было придумано Нечаевым и понравилось бывшему министру финансов. Однако Андрей Нечаев изначально планировал создавать партию совместно с Кудриным, и тот был не против. Такой проект был в итоге отвергнут по причине того, что, пообщавшись с Путиным, Кудрин «решил, что партию (создавать) рано, надо ограничиться созданием комитета». Нечаев, к тому времени уже собравший людей, всё же решил создавать правоцентристскую партию, членом которой, после её появления, бывший министр финансов не стал.
27 июля 2012 года было объявлено о начале создания партии, в течение следующего полугодия были созданы представительства партии в 50 регионах. Перед этим законодательный порог численности партий был снижен с 40 тысяч человек до 500, что значительно облегчило процедуру регистрации.
После роспуска «Союза правых сил» часть политического спектра оставалась свободной, и по инициативе Андрея Нечаева вновь была собрана группа единомышленников, намеренных создать новую партию с либерально-демократической идеологией.
С момента создания оргкомитета партия часто принимает участие в массовых акциях («Марш миллионов», Марш против «Закона подлецов», Митинг «Право на оружие», Митинг в защиту «Узников 6 мая», Митинг «За свободный бизнес», «Марш мира», Митинг «За зелёную Москву» и др.), в 2020 году партия участвовала в организации «Марша памяти Бориса Немцова».
2 марта 2013 года был проведён учредительный съезд партии в конференц-зале гостиницы Измайлово, на котором был принят манифест партии, резолюция, устав партии и была подана заявка о регистрации в Министерство юстиции. 13 мая 2013 года партия была зарегистрирована.
Мы имеем твёрдые либеральные и демократические принципы и при этом опираемся на понятные и простые ценности, которые разделяет абсолютное большинство активных, ответственных и мыслящих граждан.
30 января 2014 года партия выдвинула бывшего замминистра экономики России Ивана Старикова кандидатом в мэры Новосибирска. За несколько дней до голосования Стариков и ряд кандидатов снялись с выборов в пользу кандидата от КПРФ Анатолия Локотя, благодаря чему он победил. Позже Стариков был назначен представителем Новосибирска в Москве в ранге вице-мэра.
Кандидат от «Гражданской инициативы» Юрий Маркленович Вязов победил на Досрочных выборах Главы Баганского района Новосибирской области, проходивших 14 сентября 2014 года, набрав 46,62 % голосов.
В 2015 году с партией активно сотрудничали Владимир Рыжков, Дмитрий Некрасов, Максим Кац, Дмитрий и Геннадий Гудковы. Партия приняла решение о выдвижении кандидатов в депутаты Законодательного собрания Калужской области. Среди прочих, кандидатами были лидер партии Андрей Нечаев и Дарья Беседина. В итоге, до выборов их не допустили.
13 июня 2018 года Московское отделение партии приняло решение о выдвижении Дмитрия Гудкова кандидатом на пост мэра Москвы, но он не смог пройти муниципальный фильтр, сдав в Мосгоризбирком только 76 подписей из 110 необходимых).
На выборах губернатора Московской области в 2018 году партия поддержала бывшего зампредседателя фракции «Союза правых сил» в Госдуме III созыва, кандидата Бориса Надеждина, выдвинутого «Партией Роста». Он набрал 93 223 голоса (4,36 %) и занял последнее место. В 2023 году на очередных выборах «Гражданская инициатива» попыталась самостоятельно выдвинуть Надеждина кандидатом на пост губернатора, но местная избирательная комиссия отказала в регистрации.
Партия выступает против фальсификации выборов, за свободу предпринимательства, за модернизацию экономической и социальной сферы жизни, за легализацию владения оружия, жёстко осудила убийство Бориса Немцова.
Чаще всего, несмотря на собранные подписи для выдвижения депутатов, списки партии получают от местных избиркомов отказ в регистрации под различными предлогами.

### Демократическая коалиция
В преддверии сентябрьских региональных выборов 2015 года было объявлено о том, что партия стала членом демократической оппозиционной коалиции, которая планирует участвовать единым списком от «Партии народной свободы» в шести выборах в трёх регионах, однако политикам не удалось достичь договорённости, вследствие чего демократическая коалиция и «Гражданская инициатива» должны были конкурировать на выборах в Законодательное собрание Калужской области, но партия не была до них допущена.
Председатель партии Андрей Нечаев часто пытается объединить демократические силы, однако получается это крайне редко. Он высказывался о недоговороспособности Явлинского и упрекал Навального в разрушении демкоалиции.

### Выборы в Государственную думу (2016)
«Гражданская инициатива» пыталась объединиться с «Яблоком» ради выдвижения единого списка кандидатов на выборы в Государственную думу, однако в связи с тем, что яблочники затягивали с принятием решения по этому вопросу, партия объединила свои усилия в выборной кампании с другой правой партией — «Партией Роста». Подписи под соглашением о взаимодействии поставили председатели двух партий — бизнес-омбудсмен Борис Титов и Андрей Нечаев.

Наши взгляды с Нечаевым на пути экономического и политического развития страны очень близки, хотя и не одинаковы
— Борис Титов, председатель «Партии Роста».
На съезде партия утвердила федеральный список кандидатов на выборах 18 сентября, а также выдвинула кандидатов в 162 одномандатных округах. В федеральный список вошли: Борис Титов, Ирина Хакамада, Оксана Дмитриева, Дмитрий Потапенко, Олег Николаев, Ксения Соколова, Наталья Бурыкина, Андрей Нечаев, Иван Грачёв, Виктор Звагельский и Дмитрий Порочкин.
Андрей Нечаев баллотировался по федеральной части партийного списка и по Ленинградскому одномандатному избирательному округу в Москве. Анатолий Чубайс в своей публикации в Facebook назвал его одним из самых профессиональных кандидатов в новую Думу, а Максим Кац сказал, что, если будет проведена хорошая кампания, у Нечаева есть шанс на победу. Также на «Партию Роста» возлагал свои надежды Алексей Кудрин.
По единому округу партия набрала 679 030 голосов (1,29 %) и 1 171 259 голосов (2,25 %) по одномандатным округам, не проведя тем самым ни одного кандидата в Государственную думу.
Борис Титов считает, что партия провела самую лучшую из всех избирательных кампаний. Результат выборов он связывает с существующей сильной апатией у предпринимателей и людей либеральных взглядов.

### Выдвижение кандидатуры Ксении Собчак на президентские выборы (2018)

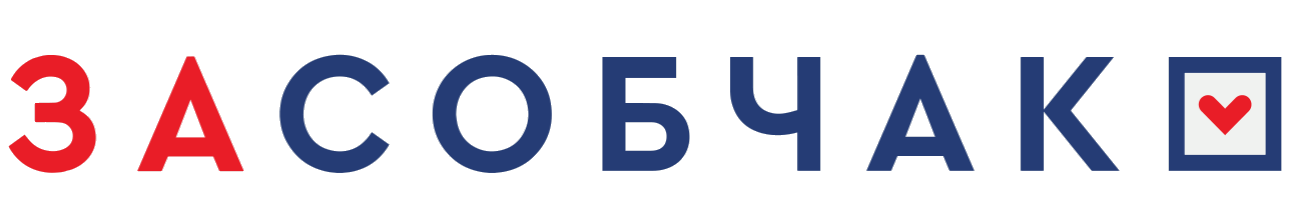
Логотип предвыборной кампании Собчак

Ксения Собчак, заявив, что поддерживает программу «Гражданской инициативы», 23 декабря 2017 года вошла в её политический совет. Тогда же она была выдвинута партией в качестве кандидата на пост президента Российской Федерации. Собчак официально заявила о своём выдвижении и пояснила, что считает участие в выборах лучшим законным способом выразить протест и что планирует стать своеобразной графой «против всех». Нечаев согласился на выдвижение с расчётом на то, что набранные на выборах голоса помогут партии обрести государственное финансирование, а допуск к эфирам федеральных телеканалов повысить узнаваемость, также Андрей Нечаев был категорически против выдвижения Собчак, если это будет «часть предвыборной игры администрации президента».
Выдвижение Ксении поддержали Михаил Ходорковский, Андрей Макаревич, Владимир Познер и Михаил Касьянов.
Предвыборную программу «123 шага» Ксении помогали написать директор Центра исследований постиндустриального общества Владислав Иноземцев и лидер партии Андрей Нечаев, некоторую помощь оказывали также Авдотья Смирнова (в части, которая была связана с инклюзивным обществом и с положениями, связанными с этой сферой в программе) и юрист Елена Лукьянова (положения, связанные с конституционной реформой). Помимо перечисленных лиц, в предвыборный штаб Собчак вошли: один из создателей телекомпании «НТВ» Игорь Малашенко, проводивший кампанию Бориса Ельцина в 1996 году, директор фонда «СПИД.Центр» Антон Красовский (ранее руководил штабом Прохорова), белорусский политтехнолог, работавший со штабами Меркель и Барака Обамы, Виталий Шкляров, директор по внешним связям проекта «Сноб» Ксения Чудинова, режиссёр Сергей Кальварский, бывший главный редактор «Агентства политических новостей» Станислав Белковский, правозащитница Марина Литвинович, блогер и бывший член Координационного совета российской оппозиции Рустем Адагамов, Тимур Валеев (руководитель проекта «Открытые выборы» в «Открытой России» Михаила Ходорковского) и бывший пресс-секретарь «ВКонтакте» Георгий Лобушкин. Также Демьян Кудрявцев, семье которого принадлежала газета «Ведомости», давал Ксении связанные с кампанией советы.
13 февраля 2018 года стало известно, что Сергей Ковалёв, первый уполномоченный по правам человека в Российской Федерации, станет доверенным лицом кандидата Ксении Собчак на пост президента, однако через день он отказался от этого, заявив, что «не следует браться за то, что не умеешь делать наилучшим образом, и в чём не чувствуешь твёрдой убеждённости».
Спонсорами кампании Собчак оказались Сергей Адоньев (совладелец «Yota Devices»), Александр Федотов (президент издательского дома ACMG, выпускающего в России журналы L’Officel, Forbes, SNC и «ОК!»), Владимир Палихата (основатель инвестиционной группы Legacy Square Capital, российский издатель журнала о предпринимательстве Inc.), Александр Росляков (владелец транспортной компании «Онего Шипинг»), Вадим и Яна Расковаловы (владельцы сети спортивных клубов Sportlife и ювелирной компании Yana) и Анатолий Цыбулевский (основатель и совладелец компании «Новые энергетические системы»).
В итоге, на выборах президента (18 марта 2018 года) кандидат Ксения Собчак набрала 1 238 031 голос или же 1,68 %, заняв 4-е место. Её результат являлся самым большим среди кандидатов с либеральными программами (Явлинский — 1,05 % и Титов — 0,76 %).

### Попытка ребрендинга в «Партию перемен» (2018—2020)
13 марта 2018 года «Ведомости» сообщили, что 15 марта Ксения Собчак и Дмитрий Гудков объявят о создании новой правой партии на базе «Гражданской инициативы». С того момента у партии стали возникать проблемы с Министерством юстиции (из-за чего ребрендинг партии носил неформальный характер). Гудков сообщил, что главной целью проекта станет прохождение в парламент — победа на парламентских выборах 2021 года.
В конце мая Znak.com со ссылкой на свои источники сообщил, что съезд переносится с 3 июня на осень, что это связано с позицией администрации президента, которая хочет провести единый день голосования 2018 года «с минимальным количеством скандалов и конкуренции».
31 мая 2018 года на пресс-конференции Гудкова, Собчак и Нечаева стало известно, что съезд пройдёт 23 июня. Кроме того, Дмитрий Гудков сообщил о своём выдвижении на выборы мэра Москвы от партии. Он рассказал, что уже собрал подписи муниципальных депутатов и в ближайшее время отнесёт подписи в Московскую городскую избирательную комиссию или мэрию.

Логотип «Партии перемен»

23 июня 2018 года состоялся учредительный съезд, где было принято решение о создании на базе «Гражданской инициативы» новой «Партии перемен». На высшие посты партии были назначены Ксения Собчак и Дмитрий Гудков. Появилась новая символика, и в новый политический совет вошли 15 человек, в том числе сами Гудков и Собчак, Андрей Нечаев, бывший председатель движения «Открытая Россия» Александр Соловьёв, исполнительный директор «Открытой России» Тимур Валеев, сын Бориса Немцова Антон, бывший ответственный секретарь Координационного совета оппозиции Дмитрий Некрасов, политолог Марина Литвинович и юрист Елена Лукьянова, в экспертный совет — министр экономики в 1994—1997 годах Евгений Ясин, Евгений Гонтмахер, журналист Николай Сванидзе, бывший председатель Санкт-Петербургского регионального отделения «Яблока» (в 2003—2012 годах) Максим Резник и прочие.
1 марта 2019 года в Санкт-Петербурге было создано молодёжное Движение «Петербург — Город перемен!» с целью противодействия активности «Партии перемен» в городе на муниципальных выборах и выборах губернатора Санкт-Петербурга.
В апреле 2019 года стало известно, что Собчак прекратила финансирование «Партии перемен».
В марте 2020 года из партии вышел Дмитрий Гудков, не желая мешать борьбе за сохранение структуры. Председателем партии снова стал Нечаев, название стало прежним — «Гражданская инициатива».

### Борьба за сохранение партии. Приостановка и возобновление деятельности партии «Гражданская инициатива» (2020—2023)
14 января 2020 года Верховный суд России вынес определение по иску Министерства юстиции о приостановке деятельности партии «Гражданская инициатива». А 24 марта 2020 года Апелляционная инстанция Верховного суда подтвердила решение о приостановке деятельности. Возникла угроза последующей ликвидации партии. Дмитрий Гудков связал преследование партии с нежеланием государственных органов видеть его лично в её составе. В марте вместе с несколькими членами своей команды покинул партию.
Оставшиеся члены политического совета во главе с Андреем Нечаевым и вместе с наиболее активными представителями региональных отделений Москвы и Московской области образовали инициативную группу, в короткий срок организовавшую проведение V Съезда партии. На съезде были переизбраны руководящие органы партии, председателем вновь избран Андрей Нечаев. Приняты поправки в устав партии, приведшие его в соответствие с изменившимися законодательными нормами и требованиями министерства юстиции. После повторного отказа, партия подала иск в суд против этого решения и развернула активную кампанию протеста в СМИ и социальных сетях. Для принятия требуемых Минюстом поправок в устав партии в условиях начинающейся второй волны пандемии коронавируса пришлось проводить второе заседание V Съезда. Оно прошло в режиме онлайн, и это был первый в мире случай онлайн-съезда политической партии.
20 октября 2020 года Минюст официально отменил временную приостановку деятельности партии и вернул ей право участия в выборах всех уровней.
В 2021 и в 2022 годах партия активно выступила против усиления конфронтации с Западом, предупредила о непоправимых последствиях признания независимости ЛНР и ДНР, требует прекращения войны на Украине и решения внешнеполитических задач исключительно мирными средствами.
18 марта 2023 года проведен VI Съезд Партии, на котором избран новый состав Политического совета и новые члены Федеральной ревизионной комиссии.

### Выдвижение кандидатуры Бориса Надеждина на президентские выборы (2024)
31 октября 2023 года Политический совет партии принял решение поддержать Бориса Надеждина на президентских выборах 2024 года и заявил о готовности выдвинуть его в качестве кандидата от «Гражданской инициативы».
23 декабря 2023 года внеочередной VII Съезд Партии единогласно выдвинул Б. Б. Надеждина в кандидаты на Президентских выборах 2024 года.

### Участие в едином дне голосования 2024
23 мая 2024 года на сайте партии была опубликована предвыборная платформа партии на региональных и местных выборах 2024—2025 годов.
Партия приняла активное участие по выдвижению своих кандидатов в нескольких десятков регионов, где были выдвинуты сотни кандидатов.
Гражданская инициатива выдвинула своих кандидатов на должности руководителей регионов: председателя регионального отделения партии Андрея Склярова в Санкт-Петербурге и депутата Государственного собрания Республики Алтай Сергея Кухтуекова в Республике Алтай. Оба кандидата не смогли преодолеть муниципальный фильтр.
В Хабаровском крае на должность главы города Комсомольска-на-Амуре был выдвинут местный краевед Антон Ермаков.
В республике Татарстан на выборах государственного совета были выдвинуты двое кандидатов в одномандатных округах.
Были выдвинуты кандидаты в городские думы Салехарда, Тулы, Твери. А также кандидаты в органы местного самоуправления в Санкт-Петербурге, Ленинградской, Оренбургской, Кемеровской, Ростовской, Вологодской, Кировской, Нижегородской областях, Алтайском крае и республике Чувашия.
По итогам регистрации, абсолютное большинство кандидатов получили отказы в регистрации. Наиболее часто отказывали в регистрации по причине недостаточного количества действительных подписей для регистрации в качестве кандидата. По итогам кандидаты от партии остались в Санкт-Петербурге, Рязанской, Ульяновской, Московской, Кировской областях, а так же Хабаровском крае и республике Башкортостане — всего 26 зарегистрированных кандидатов. По итогам выборов, ни один из кандидатов избран не был.

### Дальнейшая деятельность партии после ЕДГ-2024
После единого дня голосования 8 сентября 2024 года партия продолжила свою деятельность. Активисты партии принимают активное участие в вечерах писем политическим заключённым.
27 января совместно с партией «Яблоко» запустила петицию с требованием установки памятного знака на месте убийства Бориса Немцова.
Так же кандидат от партии был зарегистрирован на выборах главы Ладва-Веткинского сельского поселения республики Карелия 2 марта 2025 года, а так же был зарегистрирован кандидат на должность главы муниципального образования сельское поселение Лямина Ханты-Мансийского автономного округа 23 марта 2025 года.

### Ликвидация партии
15 мая 2025 года Министерство юстиции подало иск в Верховный суд Российской Федерации о ликвидации партии по факту невыполнения законодательства о политических партиях в части недостаточного количества участия кандидатов от партии в выборах в течение последних 7 лет. В «Гражданской инициативе» иск Минюста назвали политическим и связали с оппозиционной позицией партии. В объединении добавили, что активно выдвигали кандидатов на выборы разного уровня, но часто сталкивались с отказом в регистрации.
17 июня 2025 года Верховный суд РФ ликвидировал партию. Представители «Гражданской инициативы» намерены обжаловать это решение.